# Aleksandra Cofta-Broniewska
Aleksandra Cofta-Broniewska (ur. 13 stycznia 1926 w Poznaniu, zm. 12 maja 2013 w Poznaniu) – polska archeolog, profesor nauk humanistycznych, wykładowca na Uniwersytecie im. Adama Mickiewicza w Poznaniu.

## Życiorys
Związana z Instytutem Prahistorii UAM. Specjalizowała się w badaniach późnego okresu halsztackiego oraz rzymskich wpływach na ziemie polskie. Interesowała się także miejscami kultów na ziemiach polskich, jak również problematyką wczesnośredniowieczną i pradziejową Kujaw. W 1961 obroniła pracę doktorską pt. Rozwój Kruszwicy w okresie wczesnośredniowiecznym. Zlokalizowała kompleks osadniczy zaznaczony na mapie autorstwa Klaudiusza Ptolemeusza jako Askaukalis. Była inicjatorką powstania Fundacji Ochrony Dziedzictwa Kulturowego Społeczeństwa Kujaw Cuiavia.
Od 1996 honorowa obywatelka miasta Inowrocławia (za zasługi w badaniach nad historią miasta). Pochowana na Cmentarzu Junikowskim w Poznaniu.